# Fotbalista roku (Černá Hora)

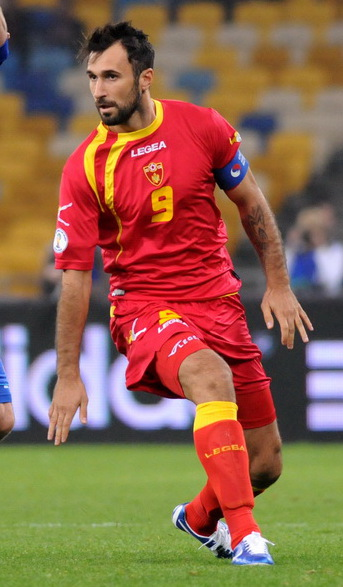
Mirko Vučinić, rekordman v počtu vítězství

Ocenění Fotbalista roku je v Černé Hoře udělováno od roku 2006 v hlasování kapitánů a trenérů klubů z nejvyšší černohorské fotbalové ligy. Vítěz je poté oznámen Černohorskou fotbalovou asociací.

## Přehled vítězů
Zdroj:
| Rok  | Vítěz          | Klub           | Post    |
| ---- | -------------- | -------------- | ------- |
| 2006 | Mirko Vučinić  | AS Řím         | útočník |
| 2007 | Mirko Vučinić  | AS Řím         | útočník |
| 2008 | Mirko Vučinić  | AS Řím         | útočník |
| 2009 | Stevan Jovetić | ACF Fiorentina | útočník |
| 2010 | Mirko Vučinić  | AS Řím         | útočník |
| 2011 | Mirko Vučinić  | Juventus FC    | útočník |
| 2012 | Mirko Vučinić  | Juventus FC    | útočník |
| 2013 | Mirko Vučinić  | Juventus FC    | útočník |
| 2014 | Marko Baša     | Lille OSC      | obránce |